# 1692 au Canada
Pour un article plus général, voir Chronologie du Canada.
Cet article traite des événements qui se sont produits durant l'année 1692 au Canada.

## Événements
- 22 octobre : Des iroquois attaquent le Fort Verchères tenu par Madeleine de Verchères. Elle va résister jusqu'à l'arrivée de renforts.
- Affrontement entre un iroquois et un abénaqui au lieu de Mena'sen ou l'île au pin solitaire à l'emplacement actuel de Sherbrooke. L'abénaqui a remporté le combat.

## Naissances
- 1 août : Dominique-Antoine-René Thaumur de La Source, prêtre.
- 7 octobre : François Poulin de Francheville, marchand et fondateur des Forges du Saint-Maurice.

## Décès
- 5 décembre : Jacques Bizard, premier seigneur de l'Île Bizard.